# Pidberiztsi (Leópolis)
Pidberiztsi (ucraniano: Підбері́зці; polaco: Podbereźce) es un municipio rural y pueblo de Ucrania, perteneciente al raión de Leópolis en la óblast de Leópolis.
En 2021, el municipio tenía una población de 8203 habitantes, de los cuales algo más de mil vivían en el pueblo y el resto repartidos en diez pedanías. El municipio se creó en 2017 mediante la fusión de los consejos rurales de Pidberiztsi, Myklashiv, Chýzhykiv y Chornushóvychi, a los que se sumó Verjnia Bilka en 2020. Además de estos cinco pueblos, pertenecen al actual municipio otros seis: Pidhirne, Hlújovychi, Zhurávnyky, Tarásivka, Nyzhnia Bilka y Sujorichchia.
Se conoce la existencia del pueblo en documentos desde 1352, y durante siglos fue una pequeña aldea. Su desarrollo urbano comenzó entre 1909 y 1944, cuando albergó una estación del ferrocarril de Leópolis a Pidhaitsi. Entre 1946 y 1953, en el contexto de la Operación Vístula, creció como punto de reasentamiento de rusinos. Antes de la fundación del actual municipio en 2017, el pueblo formaba por sí solo un consejo rural sin pedanías en el raión de Pustómyty.
Se ubica unos 10 km al este de la capital regional Leópolis, sobre la carretera H02 que lleva a Ternópil.